# Eisenbahnunfall bei Ufa

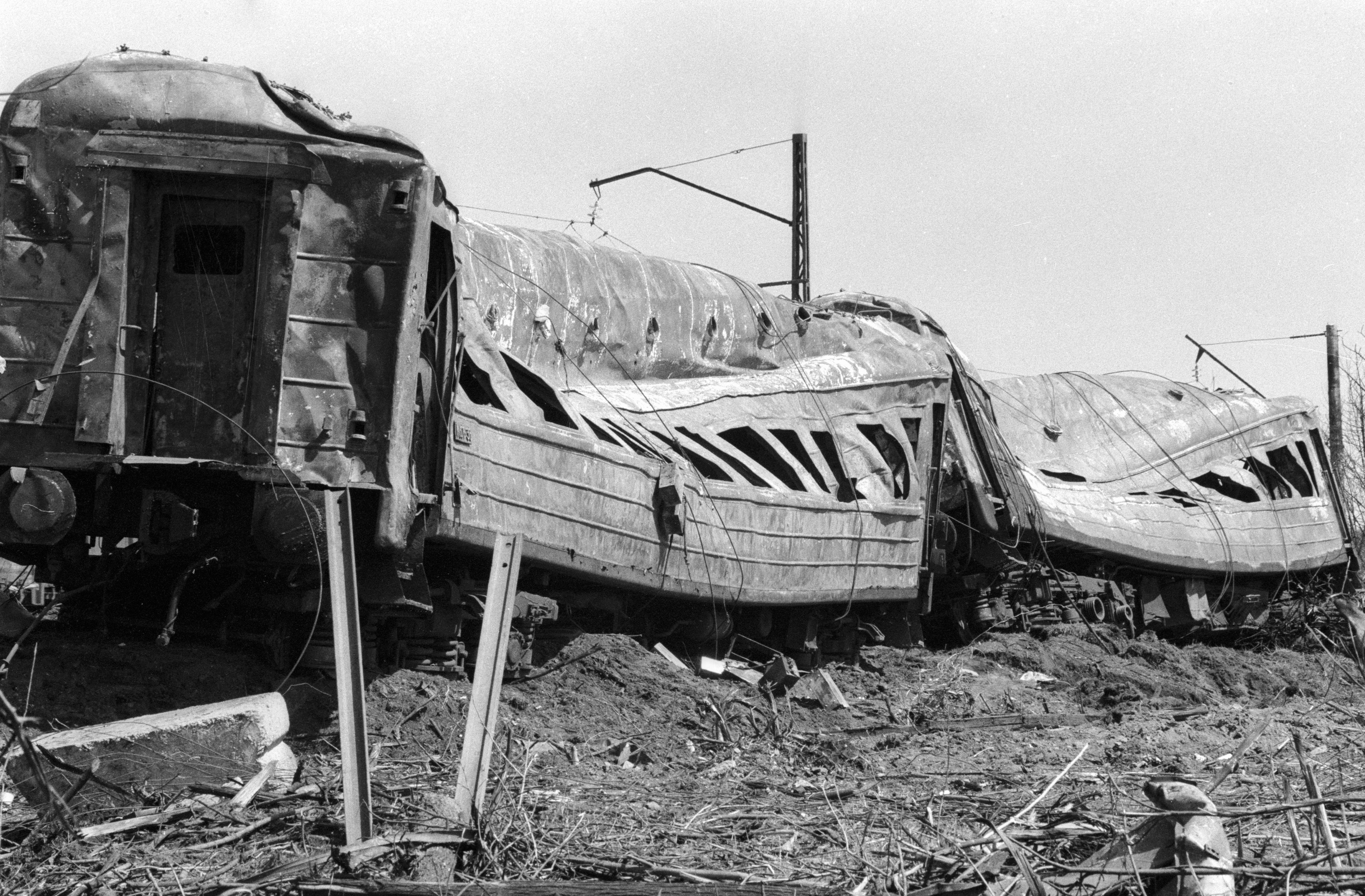
Zerstörte Wagen

Der Eisenbahnunfall bei Ufa ereignete sich am 4. Juni 1989 etwa 70 km östlich der baschkirisch-sowjetischen Stadt Ufa. In der Nähe zweier Züge auf der Transsibirischen Eisenbahn kam es zu einer Gasexplosion. Mindestens 575 Reisende starben, über 600 wurden verletzt.

## Geschehen
Eine in der Nähe der Eisenbahnstrecke verlaufende Flüssiggas-Pipeline schlug leck. Das Pipeline-Personal bemerkte einen Druckabfall auf der Leitung, vermutete aber kein Leck, sondern einen Kompressorausfall. Es schaltete daher einen weiteren Kompressor zu und erhöhte somit den Druck an der undichten Stelle. Das ausgetretene Gas sammelte sich in einer Senke und explodierte bei der Vorbeifahrt der beiden Züge. Die Sprengkraft der Explosion wurde unterschiedlich bewertet und auf 0,3 oder bis zu 12 Kilotonnen TNT-Äquivalent geschätzt. Die Druckwelle der Explosion soll noch im 13 Kilometer entfernten Ascha Fensterscheiben zum Bersten gebracht haben. Fahrgäste der Züge waren vorwiegend Kinder, die auf dem Weg aus den oder in die Ferien waren.
Die sowjetische Staatsführung ordnete für den 5. Juni 1989 eine eintägige Staatstrauer an. 1992 wurde am Ort der Katastrophe ein acht Meter hohes Denkmal errichtet, auf dem die Namen von 675 Verstorbenen eingeprägt sind. Laut inoffiziellen Angaben belief sich die Opferzahl auf 780 Menschen. Insgesamt fielen 181 Kinder der Katastrophe zum Opfer.